# Стресснер, Лихия
Элихия Мора Дельгадо де Стресснер (исп. Eligia Mora Delgado de Stroessner; 26 декабря 1910, Итаугуа — 3 февраля 2006, Асунсьон), более известна как Лихия Стресснер (исп. Ligia Stroessner) — первая леди Парагвая в 1954—1989, жена президента-диктатора Альфредо Стресснера.

## Происхождение и замужество
По месту и времени рождения существуют разночтения. В официальных биографиях говорится, что она родилась 26 декабря 1910 в Итаугуа; по другим данным — 26 сентября 1910 в Вилья-Аесе. Её социальное происхождение характеризуется как «скромное», но дед Элихии по материнской линии был генералом, участником Парагвайской войны.
Информация о детстве и юности Элихии в открытых источниках отсутствует. Её родители явно не принадлежали к элите, занимались сельским хозяйством в провинциальной глубинке. В пятнадцатилетнем возрасте Элихия осталась сиротой и поселилась на ферме дяди. Работала учительницей в Вилья-Аесе. В 1938 познакомилась с капитаном парагвайской армии Альфредо Стресснером. К тому времени Стресснер был уже известным заслуженным офицером, отличившимся в Чакской войне.
Через несколько лет Элихия вышла за него замуж и с тех пор обычно именовалась Лихия. В браке супруги имели сыновей Густаво и Гуго Альфредо, дочь Грациэлу, приёмную дочь Марию Оливию. Имеются данные, что на оформлении отношений настоял президент Парагвая Федерико Чавес — он считал, что парагвайскому военачальнику не подобает гражданский брак.

## Положение первой леди
В 1954 в Парагвае произошёл государственный переворот, к власти пришёл генерал Стресснер. Установился крайне правый диктаторский режим, получивший название стронизм. Альфредо Стресснер занял пост президента. Лихия Стресснер официально стала парагвайской первой леди.
Члены семьи Стресснера активно участвовали во властной политике. Офицер парагвайских ВВС Густаво Стресснер планировался в наследники. Карлос Мориньхо Дельгадо, двоюродный брат Лихии Стресснер, контролировал парагвайское телевидение. Но первая леди подчёркнуто дистанцировалась от политической жизни. Она состояла в правящей партии Колорадо, но никак не участвовала ни в принятии решений, ни в закулисных интригах и даже тяготилась церемониальными обязанностями. На официальных мероприятиях появлялась редко, лишь при крайней необходимости. Занималась обустройством президентского дворца и сада. По характеру Лихия считалась противоположностью Альфредо. Об этом было достаточно широко известно. Иногда строились расчёты воздействовать на президента через первую леди, но она не имела влияния на мужа.
Альфредо Стресснер имел несколько внебрачных связей. Близкие отношения с Марией Эстелой Лехаль (известна также как Дария и Ната) практически не скрывалась. Публичных претензий первая леди не высказывала. Известен случай (со слов семейного парикмахера), когда Лихия, застав Альфредо с Натой, пришла в ярость и швырнула в мужа тяжёлым предметом — однако, заботясь о репутации главы государства, не предала инцидент огласке.

## После свержения мужа
3 февраля 1989 стронистский режим был свергнут военным переворотом. Бывший президент и члены его семьи высланы из Парагвая. Альфредо Стресснер обосновался в Бразилии. Лихия Стресснер проживала в США. Затем, в отличие от мужа, бывшая первая леди получила разрешение вернуться на родину. Последние годы она провела в Асунсьоне.
95-летняя Лихия Стресснер скончалась от сердечной недостаточности в Американском госпитале Асунсьона. Её смерть пришлась на 3 февраля 2006 — ровно через семнадцать лет после свержения мужа. Похоронная церемония была немноголюдна — присутствовали дочь Грациэла, трое внуков, некоторые функционеры Колорадо. Муж Альфредо и сын Густаво не могли прибыть: первый не имел политического разрешения, второй находился под уголовным преследованием (сын Гуго Альфредо к тому времени скончался).
В церемонии участвовал крупный предприниматель и политик Колорадо Освальдо Домингес Дибб, родственник и активный сторонник Стресснера. Его присутствие символизировало преемственность стронистской традиции и было использовано на внутрипартийных выборах в Колорадо.